# Lignières-sur-Aire
Lignières-sur-Aire település Franciaországban, Meuse megyében. Lakosainak száma 52 fő (2022. január 1.). Lignières-sur-Aire Baudrémont, Courcelles-en-Barrois, Dagonville, Lavallée, Levoncourt és Ménil-aux-Bois községekkel határos.

## Népesség
A település népességének változása:
| Lakosok száma | 66   | 55   | 69   | 51   | 53   | 52   | 53   | 54   | 55   | 52   |
|               | 1968 | 1982 | 1990 | 2006 | 2013 | 2015 | 2017 | 2019 | 2020 | 2022 |